# Kuoresaari (ö i Kymmenedalen, Kouvola, lat 61,25, long 26,76)
Kuoresaari är en ö i Finland. Den ligger i sjön Vuohijärvi och i kommunen Kouvola i den ekonomiska regionen  Kouvola ekonomiska region  och landskapet Kymmenedalen, i den södra delen av landet, 150 km nordost om huvudstaden Helsingfors. Öns area är 0,9 hektar och dess största längd är 210 meter i sydväst-nordöstlig riktning.